# Jerzy Dudek
Pour les articles homonymes, voir Dudek.
Jerzy Henryk Dudek, né le 23 mars 1973 à Rybnik, est un footballeur international polonais. Il est aujourd'hui retraité.

## Biographie

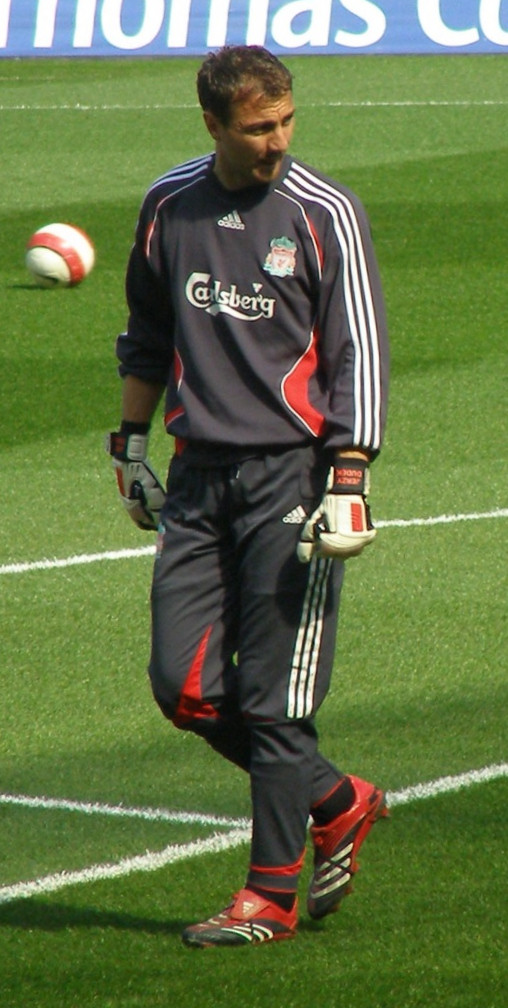
Avant Manchester City - Liverpool, le 14 avril 2007

Après avoir joué pour le club local du GKS Tychy, il rejoint en 1996 le Feyenoord Rotterdam. Suppléant initialement Ed de Goey, il devient titulaire un an après son arrivée au club, à la suite du départ de ce dernier vers Chelsea. En quatre saisons, le Polonais dispute 155 rencontres (il ne manque aucune minute du championnat de 1997 à 2001), et obtient ses tout  premiers titres de champion et de vainqueur de coupe en 1999. Il est même nommé gardien du championnat néerlandais en 1998-99 et en 1999-00.
Contacté par Arsenal, où il est tout proche de signer, il est transféré le 31 août 2001 à Liverpool, pour 4 850 000 £ (soit 5 590 000 €). Dès son arrivée, il est le gardien no 1 de l'équipe.
Il est le gardien héroïque des Reds de Liverpool lors de la finale de la Ligue des champions 2005, en repoussant les tirs d'Andriy Shevchenko lors des prolongations, puis lors des tirs au but et donc en offrant la coupe à Liverpool. Lors de cette séance de tirs au but, il danse pour déconcentrer ses adversaires.
Juste après cette victoire, la cinquième du club dans la compétition, Dudek se blesse, laissant la place au nouveau venu Pepe Reina. Par la suite, il n'arrive pas à reprendre sa place de titulaire, et s'installe sur le banc des remplaçants. En manque de temps de jeu à Liverpool, il rejoint à l'été 2007 le Real Madrid pour retrouver sa place en équipe nationale polonaise. Ce n'est malheureusement pas le cas puisqu'il ne réapparaît pas dans le groupe polonais lors des éliminatoires de l'Euro 2008, se situant même à la 5e position sur la liste de Leo Beenhakker, derrière Boruc, Kuszczak, Fabiański et Kowalewski.
Derrière l'icône et vice-capitaine du club, Iker Casillas, Dudek n'apparaît que comme le gardien remplaçant. Mais une fois encore, il souhaite quitter son club, après avoir reçu un appel du sélectionneur lui indiquant de trouver une équipe où il serait titulaire pour pouvoir prétendre retrouver la sélection, qu'il n'a plus connue depuis deux ans.
Son passage au Real Madrid s'achève à l'issue de la saison 2010-2011. Il dispute le 21 mai 2011, le dernier match de la saison contre Almeria, à domicile. Il sort à la 78e minute, accompagné par une haie d'honneur de ses coéquipiers et une dernière ovation du public.
En 2013, il sort de sa retraite pour jouer son 60e match avec la sélection polonaise, sur l'invitation de sa fédération qui désire lui rendre hommage et le faire entrer dans le Klub Wybitnego Reprezentanta (le « club des internationaux exceptionnels » en français), qui regroupe tous les internationaux polonais aux soixante sélections ou plus. Le 4 juin donc, Dudek foule durant une demi-heure la pelouse du stade Józef Piłsudski de Cracovie, lors d'un match amical disputé face au Liechtenstein.

## Statistiques
| Saison                                                                            | Club                                                                              | Pays                                                                              | Championnat  | Coupes  | Europe          |
| --------------------------------------------------------------------------------- | --------------------------------------------------------------------------------- | --------------------------------------------------------------------------------- | ------------ | ------- | --------------- |
| 1995-1996                                                                         | GKS Tychy                                                                         | Pologne                                                                           | 16 (0)       | -       | -               |
| 1996-1997                                                                         | Feyenoord Rotterdam                                                               | Pays-Bas                                                                          | 0 (0)        | -       | -               |
| 1997-1998                                                                         | Feyenoord Rotterdam                                                               | Pays-Bas                                                                          | 34 (0)       | -       | 2 (0) (C1)      |
| 1998-1999                                                                         | Feyenoord Rotterdam                                                               | Pays-Bas                                                                          | 34 (0)       | -       | -               |
| 1999-2000                                                                         | Feyenoord Rotterdam                                                               | Pays-Bas                                                                          | 34 (0)       | -       | 6 (0) (C1)      |
| 2000-2001                                                                         | Feyenoord Rotterdam                                                               | Pays-Bas                                                                          | 34 (0)       | -       | 8 (0) (C1, C3)  |
| 2001-2002                                                                         | Feyenoord Rotterdam ¹ Liverpool                                                   | Pays-Bas Angleterre                                                               | 3 (0) 35 (0) | - 2 (0) | - 12 (0) (C1)   |
| 2002-2003                                                                         | Liverpool                                                                         | Angleterre                                                                        | 30 (0)       | 5 (0)   | 11 (0) (C1, C3) |
| 2003-2004                                                                         | Liverpool                                                                         | Angleterre                                                                        | 30 (0)       | 4 (0)   | 4 (0) (C3)      |
| 2004-2005                                                                         | Liverpool                                                                         | Angleterre                                                                        | 24 (0)       | 7 (0)   | 10 (0) (C1)     |
| 2005-2006                                                                         | Liverpool                                                                         | Angleterre                                                                        | 6 (0)        | 0 (0)   | 0 (0)           |
| 2006-2007                                                                         | Liverpool                                                                         | Angleterre                                                                        | 2 (0)        | 3 (0)   | 1 (0) (C1)      |
| 2007-2008                                                                         | Real Madrid                                                                       | Espagne                                                                           | 1 (0)        | 4 (0)   | 0 (0) (C1)      |
| 2008-2009                                                                         | Real Madrid                                                                       | Espagne                                                                           | 0 (0)        | 2 (0)   | 1 (0) (C1)      |
| 2009-2010                                                                         | Real Madrid                                                                       | Espagne                                                                           | 0 (0)        | 2 (0)   | 0 (0) (C1)      |
| 2010-2011                                                                         | Real Madrid                                                                       | Espagne                                                                           | 1 (0)        | 0 (0)   | 1 (0) (C1)      |
| 16 saisons avec le GKS Tychy, le Feyenoord Rotterdam, Liverpool et le Real Madrid | 16 saisons avec le GKS Tychy, le Feyenoord Rotterdam, Liverpool et le Real Madrid | 16 saisons avec le GKS Tychy, le Feyenoord Rotterdam, Liverpool et le Real Madrid | 283 (0)      | 29 (0)  | 56 (0)          |
| Total                                                                             | Total                                                                             | Total                                                                             | 368 (0)      | 368 (0) | 368 (0)         |

¹ Jusque août 2001

## Palmarès
- Avec le Feyenoord Rotterdam :
  - Champion des Pays-Bas en 1999
  - Supercoupe des Pays-Bas en 1999

- Avec Liverpool :
  - Vainqueur de la Coupe de la Ligue anglaise en 2003
  - Vainqueur de la Ligue des Champions en 2005
  - Vainqueur de la Supercoupe de l'UEFA en 2005
  - Finaliste de la Coupe de la Ligue anglaise en 2005
  - Finaliste de la Coupe du monde des clubs en 2005
  - Vainqueur de la Coupe d'Angleterre en 2006
  - Vainqueur du Community Shield en 2007
  - Finaliste de la Ligue des Champions en 2007

- Avec Real Madrid :
  - Champion d'Espagne en 2008
  - Vainqueur de la Supercoupe d'Espagne en 2008
  - Vainqueur de la Coupe du Roi en 2011
- Récompenses personnelles :
  - Élu meilleur gardien du championnat néerlandais 1998-1999 et 1999-2000

## Vie privée
Il est marié depuis juin 1996 à Mirella, avec qui il a eu un garçon, Aleksander (né en décembre 1996), et deux filles, Wiktoria et Natalia (nées en janvier et décembre 2006 respectivement). Il a également un frère, Dariusz, qui est comme lui footballeur.
En 2004, il a été reçu par le Pape Jean-Paul II, qui s'est dit grand fan du joueur et de son équipe d'alors, Liverpool.